# Voyage. Jahrbuch für Reise- & Tourismusforschung
Voyage. Jahrbuch für Reise- & Tourismusforschung (englisch Voyage. Studies on Travel & Tourism) ist ein interdisziplinäres Periodikum, das sich dem Themenfeld des Reisens verschrieben hat, insbesondere dem Tourismus.
Es wurde 1997 von Journalisten, Tourismus- und Kulturwissenschaftlern in Zusammenarbeit mit dem DuMont-Verlag gegründet und wendet sich an Fachleute und interessierte Laien gleichermaßen.
Gründungsherausgeber: Tobias Gohlis, Christoph Hennig, Jürgen Kagelmann, Dieter Kramer, Hasso Spode; hinzu kam Dieter Richter. Im Beirat sind bzw. waren namhafte Experten aus dem In- und Ausland vertreten (u. a. Konrad Köstlin, Roger Willemsen, Gerhard Schulze, Stephen Greenblatt und John Urry), allerdings beschränkt sich der Leserkreis eher auf den deutschsprachigen Raum. Nach dem Verkauf des DuMont-Verlags 2004 erschien Voyage zunächst beim Profil-Verlag, seit 2011 beim Metropol Verlag unter Federführung von Hasso Spode.
Jeder Band hat ein anderes Schwerpunktthema, zum Beispiel "Warum reisen?", "Reisen & Essen" oder das "Hotel"; Band 2014 fragt nach der Vielfalt und Ambivalenz (post)moderner "Mobilitäten". Die Beiträge werden in deutscher Sprache mit englischer Zusammenfassung publiziert.